# Dargida grammivora
Dargida grammivora är en fjärilsart som beskrevs av Walker 1856. Dargida grammivora ingår i släktet Dargida och familjen nattflyn. Inga underarter finns listade i Catalogue of Life.